# Street Time
Street Time is een Amerikaanse misdaadserie die van 2002 tot 2003 op de Amerikaanse televisie werd uitgezonden.

## Rolverdeling
| Acteur             | Personage        |
| ------------------ | ---------------- |
| Alexander Conti    | Timmy Liberti    |
| Christopher Bolton | Peter Hunter     |
| Michelle Nolden    | Rachel Goldstein |
| Jeff Pustil        | Gene             |
| Simon Reynolds     | Steve Goldstein  |
| Allegra Fulton     | Ann Valentine    |
| Kate Greenhouse    | Karen Liberti    |
| Rod Wilson         | Joe Ennis        |